# Championnats du Luxembourg de tennis de table
Les Championnats du Luxembourg de tennis de table sont une compétition organisée par la Fédération luxembourgeoise de tennis de table depuis 1936 et comprennent une compétions individuelle pour les joueurs de tennis de table luxembourgeois, dont les vainqueurs remportent le titre de champion du Luxembourg ainsi qu'une compétition par équipes.

## Championnats individuels

### Histoire
La compétition a lieu chaque année depuis 1937.
Peggy Regenwetter a remporté le plus grand nombre de médailles (55) chez les dames, alors que Marcel Scheibel en a remporté 47 chez les messieurs.

### Palmarès
| Saison     | Simple Messieurs                         | Simple Dames                        | Double messieurs                                             | Double dames                                                      | Double mixte                                                      |
| 1936/1937  | /                                        | /                                   | /                                                            | /                                                                 | /                                                                 |
| 1937/1938  | Henrion Gust (Diddeleng)                 | /                                   | Wilmes Marcel / Steinmetz Metty (P.P. Lëtzebuerg)            | /                                                                 | /                                                                 |
| 1938/1939  | Roeser Pierre (Tennis Ping-Pong Mondorf) | Scholtes Cécile (Lëtzebuerg 35)     | Klaess G. / Buchler E. (Capip Lux)                           | /                                                                 | /                                                                 |
| 1939/1940  | Jaminet Marcel (Lëtzebuerg 35)           | Scholtes Cécile (Lëtzebuerg 35)     | Wirtz Ferd / Meyer R. (Lëtzebuerg 35)                        | /                                                                 | Steimetz Metty / Scholtes Cécile (Lëtzebuerg 35)                  |
| 1940/1941  | /                                        | /                                   | /                                                            | /                                                                 | /                                                                 |
| 1941/1942  | /                                        | /                                   | /                                                            | /                                                                 | /                                                                 |
| 1942/1943  | /                                        | /                                   | /                                                            | /                                                                 | /                                                                 |
| 1943/1944  | /                                        | /                                   | /                                                            | /                                                                 | /                                                                 |
| 1944/1945  | /                                        | /                                   | /                                                            | /                                                                 | /                                                                 |
| 1945/1946  | Oster Paul (Déifferdeng)                 | Wiltzius Léonie (Houwald)           | Oster Paul / Jaminet Carlo (Déifferdeng)                     | Wiltzius Loni / Adam Ernestine (Houwald)                          | Wiltzius Nic / Wiltzius Loni (Houwald)                            |
| 1946/1947  | Oster Paul (Déifferdeng)                 | Wiltzius Léonie (Houwald)           | Wirtz Ferd / Willmes Marcel (Amicale/Luxemburg)              | Wiltzius Loni / Adam Ernestine (Houwald)                          | Steimetz Metty / Wiltzius Loni (Spora/Houwald)                    |
| 1947/1948  | Oster Paul (Déifferdeng)                 | Adam Ernestine (Houwald)            | Oster Paul / Jaminet Carlo (Déifferdeng)                     | Adam Ernestine / Steimetz Annette (Houwald/Spora)                 | Steimetz Metty / Steimetz Annette (Spora)                         |
| 1948/1949  | Jaminet Carlo (Déifferdeng)              | Steimetz Annette (Spora Luxemburg)  | Oster Paul / Jaminet Carlo (Déifferdeng)                     | Steimetz Annette / Steffen (Spora/Rëmeleng)                       | Steimetz Metty / Steimetz Annette (Spora)                         |
| 1949/1950  | Jaminet Carlo (Déifferdeng)              | Schmit Anny (Déifferdeng)           | Oster Paul / Jaminet Carlo (Déifferdeng)                     | Fraiture H. / Schmitz L. (Wolz)                                   | Steimetz Metty / Steimetz Annette (Spora)                         |
| 1950/1951  | Jaminet Carlo (Déifferdeng)              | Schmit Anny (Déifferdeng)           | Oster Paul / Jaminet Carlo (Déifferdeng)                     | /                                                                 | Jaminet Carlo / Schmit Anny (Déifferdeng)                         |
| 1951/1952  | Jaminet Carlo (Déifferdeng)              | /                                   | Felten Félix / Willmes Marcel (Hollerech)                    | /                                                                 | /                                                                 |
| 1952/1953  | Jaminet Carlo (Déifferdeng)              | /                                   | Felten Félix / Willmes Marcel (Hollerech)                    | /                                                                 | /                                                                 |
| 1953/1954  | Jaminet Carlo (Déifferdeng)              | /                                   | Felten Félix / Willmes Marcel (Hollerech)                    | /                                                                 | /                                                                 |
| 1954/1955  | Felten Félix (Hollerech)                 | /                                   | Oster Paul / Jaminet Carlo (Déifferdeng)                     | /                                                                 | /                                                                 |
| 1955/1956  | Jaminet Carlo (Déifferdeng)              | /                                   | Jaminet Carlo / Krecké Jacques (Déifferdeng)                 | /                                                                 | /                                                                 |
| 1956/1957  | Felten Félix (Hollerech)                 | /                                   | Jaminet Carlo / Krecké Jacques (Déifferdeng)                 | /                                                                 | /                                                                 |
| 1957/1958  | Felten Félix (Hollerech)                 | Damhaut Jeannette (Capip 1937)      | Felten Félix / Brimaire Marcel (Hollerech)                   | /                                                                 | /                                                                 |
| 1958/1959  | Krecké Jacques (Déifferdeng)             | Jung Hély (Palette Eesch)           | Jaminet Carlo / Krecké Jacques (Déifferdeng)                 | /                                                                 | /                                                                 |
| 1959/1960  | Jaminet Carlo (Déifferdeng)              | Jung Hély (Palette Eesch)           | Felten Félix / Brimaire Marcel (Hollerech)                   | Jung Hély / Wegener Aline (Palette Esch/Peppeng)                  | Jaminet Carlo / Wegener Aline (Déifferdeng/Peppeng)               |
| 1960/1961  | Brimaire Marcel (Hollerich)              | Wegener Aline (Peppeng)             | Kirpes M. / Langehegermann Val (Hollerech/Capip Lux)         | Damhaut Jeannette / Frising Annette (Capip 1937)                  | Lang J. / Jung Hély (Palette Esch)                                |
| 1961/1962  | Krecké Jacques (Déifferdeng)             | Frising Annette (Capip 1937)        | Boden Fernand / Schwartz J. (Iechternach)                    | Wegener Aline / Kirsch E. (Peppeng)                               | Jaminet Carlo / Wegener Aline (Déifferdeng/Peppeng)               |
| 1962/1963  | Felten Félix (Hollerech)                 | Frising Annette (Capip 1937)        | Krecké Gast / Campill René (Dummeldeng)                      | Frising Annette / Reinert Nicole (Capip 1937)                     | Jaminet Carlo / Wegener Aline (Déifferdeng/Peppeng)               |
| 1963/1964  | Krecké Jacques (Déifferdeng)             | Reinert Nicole (Capip 1937)         | Jaminet Carlo / Welscher Lucien (Déifferdeng)                | Frising Annette / Reinert Nicole (Capip 1937)                     | Jaminet Carlo / Wegener Aline (Déifferdeng/Peppeng)               |
| 1964/1965  | Felten Félix (Hollerech)                 | Reinert Nicole (Capip 1937)         | Jaminet Carlo / Welscher Lucien (Déifferdeng)                | Wegener Aline / Leininger Liliane (Peppeng/Capip 1937)            | Jaminet Carlo / Wegener Aline (Déifferdeng/Peppeng)               |
| 1965/1966  | Krecké Gast (Capip)                      | Reinert Nicole (Capip 1937)         | Boden Fernand / Krecké Gast (Iechternach/Dummeldeng)         | Leininger Liliane / Reinert Nicole (Capip 1937)                   | Krecké Gast / Reinert Nicole (Dummeldeng/Capip)                   |
| 1966/1967  | Krecké Gast (Capip)                      | Reinert Nicole (Capip 1937)         | Boden Fernand / Krecké Gast (Iechternach/Dummeldeng)         | Thill Tilly / Wivines Liette (Schëffleng)                         | Jaminet Carlo / Wegener Aline (Déifferdeng/Peppeng)               |
| 1967/1968  | Krecké Gast (Capip)                      | Reinert Nicole (Capip 1937)         | Felten Félix / Brimaire Marcel (Hollerech)                   | Reinert Nicole / Thoma L. (Capip 1937)                            | Jaminet Carlo / Wegener Aline (Déifferdeng/Peppeng)               |
| 1968/1969  | Scheibel Marcel (Schëffleng)             | Reinert Nicole (Capip 1937)         | Krecké Gast / Weimerskirch Gast (Dummeldeng)                 | Thill Tilly / Dom Jeanny (Iechternach)                            | Boden Fernand / Dom Jeanny (Iechternach)                          |
| 1969/1970  | Boden Fernand (Iechternach)              | Dom Jeanny (Iechternach)            | Scheibel Marcel / Jaminet Carlo (Schëffleng/Déifferdeng)     | Thill Tilly / Dom Jeanny (Iechternach)                            | Boden Fernand / Dom Jeanny (Iechternach)                          |
| 1970/1971  | Krier Jean (Hollerech)                   | Krier Berthy (Lénger)               | Oth Gast / Krier Jean (Sëll/Hollerech)                       | Krecké Nicole / Putz Christiane (Capip 1937)                      | Krecké Gast / Krecké-Reinert Nicole (Dummeldeng/Capip)            |
| 1971/1972  | Scheibel Marcel (Schëffleng)             | Krier Berthy (Lénger)               | Boden Fernand / Hartmann André (Iechternach)                 | Dom Jeanny / Krier Berthy (Iechternach/Lénger)                    | Putz Camille / Putz Christiane (Capip)                            |
| 1972/1973  | Putz Camille (Réimech)                   | Dom Jeanny (Iechternach)            | Scheibel Marcel / Cloos Jim (Schëffleng)                     | Krier Berthy / Putz Christiane (Lénger/Réimech)                   | Krier Berthy / Cloos Jim (Lénger/Schëffleng)                      |
| 1973/1974  | Oth Gaston (Sëll)                        | Krier Berthy (Lénger)               | Oth Gast / Putz Camille (Sëll/Réimech)                       | Dom Jeanny / Krier Berthy (Iechternach/Lénger)                    | Hartmann André / Dom Jeanny (Iechternach)                         |
| 1974/1975  | Krier Jean (Hollerech)                   | Dom Jeanny (Iechternach)            | Oth Gast / Putz Camille (Sëll/Réimech)                       | Dom Jeanny / Krier Berthy (Iechternach/Lénger)                    | Hartmann André / Dom Jeanny (Iechternach)                         |
| 1975/1976  | Haas Patrick (Abol Esch)                 | Krier Berthy (Schëffleng)           | Oth Gast / Krier Jean (Sëll/Hollerech)                       | Dom Jeanny / Krier Berthy (Iechternach/Schëffleng)                | Hartmann André / Dom Jeanny (Iechternach)                         |
| 1976/1977  | Putz Camille (Réimech)                   | Krier Berthy (Schëffleng)           | Scheibel Marcel / Schreiners Serge (Schëffleng)              | Dom Jeanny / Krier Berthy (Iechternach/Schëffleng)                | Hartmann André / Dom Jeanny (Iechternach)                         |
| 1977/1978  | Putz Camille (Réimech)                   | Dom Jeanny (Iechternach)            | Birel Michel / Scheibel Marcel (Peppeng/Schëffleng)          | Dom Jeanny / Risch Carine (Iechternach/Cado)                      | Krecké Gast / Krecké-Reinert Nicole (Cado)                        |
| 1978/1979  | Stebens Guy (Réimech)                    | Krier-Fisch Berthy (Schëffleng)     | Hartmann André / Putz Camille (Iechternach/Saarbrücken)      | Dom Jeanny / Risch Carine (Iechternach/Cado)                      | Putz Camille / Risch Carine (Saarbrücken/Cado)                    |
| 1979/1980  | Hartmann André (Iechternach)             | Risch Carine (Cado)                 | Scheibel Marcel / Krier Jean (Schëffleng)                    | Risch Carine / Deltour Nadine (Cado/Diddeleng)                    | Scheibel Marcel / Fisch-Krier Berthy (Schëffleng)                 |
| 1980/1981  | Maas Yves (Schëffleng)                   | Risch Carine (Äischen)              | Maas Yves / Scheibel Marcel (Schëffleng)                     | Risch Carine / Deltour Nadine (Äischen/Diddeleng)                 | Scheibel Marcel / Fisch-Krier Berthy (Schëffleng)                 |
| 1981/1982  | Maas Yves (Schëffleng)                   | Risch Carine (Düsseldorf)           | Maas Yves / Scheibel Marcel (Schëffleng)                     | Risch Carine / Deltour Nadine (Düsseldorf/Diddeleng)              | Hartmann André / Dom Jeanny (Iechternach)                         |
| 1982/1983  | Hartmann André (Iechternach)             | Risch Carine (Saarbrücken)          | Maas Yves / Scheibel Marcel (Saarbrücken/Schëffleng)         | Risch Carine / Deltour Nadine (Saarbrücken/Schëffleng)            | Hartmann André / Dom Jeanny (Iechternach)                         |
| 1983/1984  | Maas Yves (Schëffleng)                   | Risch Carine (Klewe)                | Maas Yves / Scheibel Marcel (Saarbrücken/Schëffleng)         | Risch Carine / Deltour Nadine (Klewe/Diddeleng)                   | Scheibel Marcel / Fisch-Krier Berthy (Schëffleng)                 |
| 1984/1985  | Maas Yves (Schëffleng)                   | Risch Carine (Klewe)                | Maas Yves / Scheibel Marcel (Saarbrücken/Schëffleng)         | Risch Carine / Zeimet Léa (Klewe/Palette Esch)                    | Maas Yves / Risch Carine (Saarbrücken/Klewe)                      |
| 1985/1986  | Maas Yves (Schëffleng)                   | Toussaint Malou (Cado)              | Putz Camille / Krier Jean (Réimech)                          | Fisch Berthy / Deltour Nadine (Schëffleng)                        | Krecke Gast / Toussaint Malou (Cado)                              |
| 1986/1987  | Maas Yves (Schëffleng)                   | Zeimet Léa (Esch Palette)           | Bouschet Claude / Mischo Pascal (Esch Palette/Stroossen)     | Regenwetter Peggy / Schroeder Angela (Monnerech/Capellen)         | Zeimet Léa / Bouschet Claude (Esch Palette)                       |
| 1987/1988  | Maas Yves (Schëffleng)                   | Krings Carine (Stroossen)           | Maas Yves / Hartmann André (Schëffleng/Iechternach)          | Regenwetter Peggy / Schroeder Angela (Monnerech/Capellen)         | Zeimet Léa / Bouschet Claude (Stroossen/Hollerech)                |
| 1988/1989  | Wintersdorff Daniel (Schëffleng)         | Van Ween Wendy (Peppeng)            | Wintersdorff Dan / Tomaszewski Claude (Schëffleng)           | Zeimet Léa / Krings Carine (Stroossen)                            | Krings Carine / Putz Camille (Stroossen/Réimech)                  |
| 1989/1990  | Caenaro Sandro (Houwald)                 | Paler Michèle (Mamer)               | Caenaro Sandro / Schaus Christian (Houwald/Iechternach)      | Zeimet Léa / Krings Carine (Stroossen)                            | Krings Carine / Putz Camille (Stroossen/Réimech)                  |
| 1990/1991  | Oth Michel (Wolz)                        | Regenwetter Peggy (Monnerech)       | Wintersdorff Dan / Ttomaszewski Claude (Schëffleng)          | Krings Carine / Higuet Nathalie (Stroossen)                       | Corsi Christine / Caenaro Sandro (Houwald)                        |
| 1991/1992  | Schaus Christian (Iechternach)           | Regenwetter Peggy (Monnerech)       | Wintersdorff Dan / Schaus Christian (Schëffleng/Iechternach) | Regenwetter Peggy / Meyer Benedicte (Monnerech/Sandweiler)        | Hemmer Pascal / Schmit Nathalie (Réimech/Cado)                    |
| 1992/1993  | Kox Joël (Réimech)                       | Regenwetter Peggy (Monnerech)       | Wintersdorff Dan / Schaus Christian (Schëffleng/Iechternach) | Corsi Christine / Paler Michèle (Houwald/Mamer)                   | Wintersdorff Daniel / Regenwetter Peggy (Schëffleng/Monnerech)    |
| 1993/1994  | Braun Henri (Iechternach)                | Schmit Nathalie (Cado)              | Wintersdorff Dan / Schaus Christian (Schëffleng/Iechternach) | Corsi Christine / Paler Michèle (Houwald/Mamer)                   | Wintersdorff Daniel / Regenwetter Peggy (Schëffleng/Monnerech)    |
| 1994/1995  | Caenaro Sandro (Houwald)                 | Regenwetter Peggy (Monnerech)       | Wintersdorff Dan / Schaus Christian (Schëffleng/Iechternach) | Regenwetter Peggy / Bremer Corinne (Monnerech/Mamer)              | Wintersdorff Daniel / Regenwetter Peggy (Schëffleng/Monnerech)    |
| 1995/1996  | Kox Joël (Peppeng)                       | Paler Michèle (Mamer)               | Oth Michel / Caenaro Sandro (Schëffleng/Houwald)             | Paler Michèle / Meyer Benedicte (Mamer/Ettelbréck)                | Wintersdorff Daniel / Regenwetter Peggy (Schëffleng/Monnerech)    |
| 1996/1997  | Wintersdorff Daniel (Schëffleng)         | Regenwetter Peggy (Monnerech)       | Wintersdorff Dan / Schaus Christian (Schëffleng/Biissen)     | Regenwetter Peggy / Bremer Corinne (Uewerdonwen/Cado)             | Wintersdorff Daniel / Regenwetter Peggy (Schëffleng/Uewerdonwen)  |
| 1997/1998  | Wintersdorff Daniel (Schëffleng)         | Regenwetter Peggy (Uewerdonwen)     | Oth Michel / Caenaro Sandro (Biissen/Houwald)                | Regenwetter Peggy / Bremer Corinne (Uewerdonwen/Cado)             | Wintersdorff Daniel / Regenwetter Peggy (Schëffleng/Uewerdonwen)  |
| 1998/1999  | Raison Jérôme (Nidderkäerjeng)           | Meyer Benedicte (Ettelbréck)        | Oth Michel / Caenaro Sandro (Biissen/Houwald)                | Meyer Benedicte / Heintz Jessie (Ettelbréck/Lëntgen)              | Wintersdorff Daniel / Regenwetter Peggy (Schëffleng/Uewerdonwen)  |
| 1999/2000  | Kox Joël (Peppeng)                       | Regenwetter Peggy (Uewerdonwen)     | Oth Michel / Caenaro Sandro (Biissen/Houwald)                | Meyer Benedicte / Heintz Jessie (Ettelbréck/Lëntgen)              | Caenaro Sandro / Heintz Jessie (Houwald/Lëntgen)                  |
| 2000/2001  | Wintersdorff Daniel (Schëffleng)         | Regenwetter Peggy (Uewerdonwen)     | Wintersdorff Dan / Schaus Christian (Biissen)                | Meyer Benedicte / Heintz Jessie (Ettelbréck/Lëntgen)              | Schaus Christian / Regenwetter Peggy (Biissen/Uewerdonwen)        |
| 2001/2002  | Ciociu Traian (Iechternach)              | Regenwetter Peggy (Diddeleng)       | Jachec David / Santomauro Fabio (Lëntgen/Biwer)              | Regenwetter Peggy / Haan Simone (Diddeleng/Réimech)               | Schaus Christian / Regenwetter Peggy (Biissen/Uewerdonwen)        |
| 2002/2003  | Caenaro Sandro (Houwald)                 | Regenwetter Peggy (Diddeleng)       | Ciociu Traian / Bermes Ralph (Iechternach)                   | Collette Debbie / Heintz Jessie (Veianen/Lëntgen)                 | Bouschet Claude / Regenwetter Peggy (Diddeleng)                   |
| 2003/2004  | Ciociu Traian (Iechternach)              | Collette Debbie (Veianen)           | Oth Michel / Caenaro Sandro (Biissen/Houwald)                | Regenwetter Peggy / Haan Simone (Diddeleng/Réimech)               | Dijou Stéphane / Timmermann Michèle (Ettelbréck/Recken)           |
| 2004/2005  | Ciociu Traian (Iechternach)              | Regenwetter Peggy (Diddeleng)       | Michely Gilles / De Sousa Arlindo (Gréiwemaacher/Ettelbréck) | Regenwetter Peggy / Haan Simone (Diddeleng/Réimech)               | Michely Gilles / Hartmann Carole (Gréiwemaacher/Iechternach)      |
| 2005/2006  | Michely Gilles (Gréiwemaacher)           | Haan Simone (Réimech)               | Michely Gilles / De Sousa Arlindo (Gréiwemaacher/Ettelbréck) | Meis Anouk / Gonderinger Tessy (Lëntgen/Houwald)                  | Bouschet Claude / Regenwetter Peggy (Diddeleng)                   |
| 2006/2007  | Raison Jérôme (Gonnereng)                | Regenwetter Peggy (Diddeleng)       | Kox Joël / Raison Jérôme (Beetebuerg-P./Gonnereng)           | Regenwetter Peggy / Haan Simone (Diddeleng/Réimech)               | Michely Gilles / Hartmann Carole (Gréiwemaacher/Iechternach)      |
| 2007/2008  | Ciociu Traian (Iechternach)              | Regenwetter Peggy (Nidderkäerjeng)  | De Sousa Arlindo / Michely Gilles (Ettelbréck/Gréiwemaacher) | Regenwetter Peggy / Haan Simone (Nidderkäerjeng/Réimech)          | Bast Mike / Haan Simone (Gréiwemaacher/Réimech)                   |
| 2008/2009  | Raison Jérôme (Nidderkäerjeng)           | Regenwetter Peggy (Nidderkäerjeng)  | Kox Joël / Raison Jérôme (Beetebuerg-P./Nidderkäerjeng)      | Regenwetter Peggy / Haan Simone (Nidderkäerjeng/Réimech)          | Bouschet Claude / Regenwetter Peggy (Bech-Maacher/Nidderkäerjeng) |
| 2009/2010  | Ciociu Traian (Iechternach)              | Haan Simone (Réimech)               | Michely Gilles / Bast Mike (Diddeleng/Union Lëtzebuerg)      | De Nutte Sarah / Gonderinger Tessy (Ettelbréck/Houwald)           | Michely Gilles / Hartmann Carole (Diddeleng/Iechternach)          |
| 2010/2011  | Ciociu Traian (Iechternach)              | Tamasauskaite Egle (Nidderkäerjeng) | Ciociu Traian / Bast Mike (Iechternach)                      | De Nutte Sarah / Gonderinger Tessy (Ettelbréck/Houwald)           | Simon Fabien / De Nutte Sarah (Fiels-Iernzen/Ettelbréck)          |
| 2011/2012  | Ciociu Traian (Iechternach)              | Sarah De Nutte(Ettelbréck)          | Michely Gilles / Bast Mike (Diddeleng/Iechternach)           | De Nutte Sarah / Gonderinger Tessy (Ettelbréck/Houwald)           | Michely Gilles / Hartmann Carole (Diddeleng/Iechternach)          |
| 2012/2013  | Michely Gilles (Diddeleng)               | Tamasauskaite Egle (Nidderkäerjeng) | Kill Christian / Simon Fabien (Diddeleng)                    | De Nutte Sarah / Gonderinger Tessy (Ettelbréck/Houwald)           | Gonderinger Eric / Gonderinger Tessy (Houwald)                    |
| 2013/2014  | Ciociu Traian (Iechternach)              | Sarah De Nutte(Ettelbréck)          | Michely Gilles / Bast Mike (Diddeleng)                       | De Nutte Sarah / Gonderinger Tessy (Ettelbréck/Houwald)           | Glod Eric / Simon Martine (Wëntger)                               |
| 2014/2015  | Michely Gilles (Diddeleng)               | Sarah De Nutte(Ettelbréck)          | Cloos Jim / Krier Hugo (Union Lëtzebuerg)                    | De Nutte Sarah / Gonderinger Tessy (Ettelbréck/Houwald)           | Michely Luc / Konsbruck Danielle (Berbuerg/Rued)                  |
| 2015/2016  | Michely Gilles (Diddeleng)               | Sarah De Nutte(Ettelbréck)          | Glod Eric / Feltes Carlo (Wëntger/Rued)                      | De Nutte Sarah / Gonderinger Tessy (Ettelbréck/Houwald)           | Gonderinger Eric / Gonderinger Tessy (Houwald)                    |
| 2016/2017  | Luka Mladenovic (Ettelbréck)             | Sarah De Nutte(Ettelbréck)          | Glod Eric / Kill Christian (Wëntger/Diddeleng)               | De Nutte Sarah / Gonderinger Tessy (Ettelbréck/Houwald)           | Kill Christian / Hartmann Carole (Diddeleng/Iechternach)          |
| 2017/2018  | Glod Eric (Wëntger)                      | Sarah De Nutte(Ettelbréck)          | Glod Eric / Feltes Carlo (Wëntger/Rued)                      | Tamasauskaite Egle / Hartmann Carole (Nidderkaerjeng/Iechternach) | Kill Christian / Hartmann Carole (Diddeleng/Iechternach)          |
| 2018/2019  | Kill Christian (Lénger)                  | Sarah De Nutte(Ettelbréck)          | Mladenovic Luka / Thillen Eric (Ettelbréck/Iechternach)      | De Nutte Sarah / Gonderinger Tessy (Ettelbréck/Rued)              | Mladenovic Luka / De Nutte Sarah (Ettelbréck)                     |
| 2019/2020  | Luka Mladenovic (Ettelbréck)             | Sarah De Nutte(Ettelbréck)          | Kill Christian / Tonon Yves (Lénger)                         | De Nutte Sarah / Gonderinger Tessy (Ettelbréck/Rued)              | Glod Eric / Gales Larissa (Wëntger)                               |
| 2020/2021  | Glod Eric (Wëntger)                      | Sarah De Nutte (Diddeleng)          | /                                                            | /                                                                 | /                                                                 |
| 2021/2022  | Glod Eric (Wëntger)                      | Sarah De Nutte (Diddeleng)          | /                                                            | /                                                                 | /                                                                 |
| 2022/2023  | Glod Eric (Wëntger)                      | Gonderinger Tessy (Rued)            | Glod Eric / Van Dessel Maël (Wëntger/Hueschtert-F.)          | Gonderinger Tessy / Kieffer Dominique (Rued/Ettelbréck)           | Van Dessel Maël / Barbosa Ariel (Hueschtert-F./Iechternach)       |
| 2023/2024  | Van Dessel Maël (Hueschtert-Folscht)     | Gonderinger Tessy (Rued)            | Van Dessel Maël / Wantz Gene (Hueschtert-F./Recken)          | Gonderinger Tessy / Barbosa Ariel (Rued/Iechternach)              | Glod Eric / Gonderinger Tessy (Wëntger/Rued)                      |
| 2024/2025, | Glod Eric (Wëntger)                      | Sarah De Nutte (Diddeleng)          | Mladenovic Luka / Stephany Loris (Berbuerg)                  | De Nutte Sarah / Stammet Annick (Diddeleng/Rued)                  | Mladenovic Luka / De Nutte Sarah (Berbuerg/Diddeleng)             |

### Tableau d'honneur (nombre de médailles)
| 1.  | Peggy Regenwetter   | 55 |
| 2.  | Risch Carine        | 52 |
| 3.  | Dom Jeanny          | 48 |
| 4.  | Marcel Scheibel     | 47 |
| 5.  | Gonderinger Tessy   | 44 |
| 6.  | Michely Gilles      | 43 |
| 7.  | Jaminet Carlo       | 42 |
| 8.  | Cloos Jim           | 39 |
| 9.  | Krier Berthy        | 38 |
|     | Sarah De Nutte      | 38 |
| 10. | Wintersdorff Daniel | 37 |
|     | Hartmann André      | 37 |

## Championnats par équipes

### Palmarès
| Saison    | Messieurs             | Dames                 |                    | Coupe messieurs       | Coupe Dames |
| 1936/1937 | P.P.Lëtzebuerg        | /                     | Diddeleng          | /                     |             |
| 1937/1938 | P.P.Lëtzebuerg        | /                     | P.P.Lëtzebuerg     | /                     |             |
| 1938/1939 | Maccabi Sportclub     | /                     | Maccabi Sportclub  | /                     |             |
| 1939/1940 | Capip 1937 Luxembourg | /                     | /                  | /                     |             |
| 1940/1941 | Lëtzebuerg 35         | /                     | /                  | /                     |             |
| 1941/1942 | /                     | /                     | /                  | /                     |             |
| 1942/1943 | /                     | /                     | /                  | /                     |             |
| 1943/1944 | /                     | /                     | /                  | /                     |             |
| 1944/1945 | /                     | /                     | Houwald            | /                     |             |
| 1945/1946 | Déifferdeng           | /                     | Déifferdeng        | /                     |             |
| 1946/1947 | Déifferdeng           | /                     | Déifferdeng        | /                     |             |
| 1947/1948 | Déifferdeng           | /                     | Dummeldeng         | /                     |             |
| 1948/1949 | Amicale Luxembourg    | /                     | Ettelbréck         | /                     |             |
| 1949/1950 | Spora Luxembourg      | /                     | Spora Luxembourg   | /                     |             |
| 1950/1951 | Déifferdeng           | /                     | Esch/Grenz         | /                     |             |
| 1951/1952 | Spora Luxembourg      | /                     | Hollerech          | /                     |             |
| 1952/1953 | Déifferdeng           | /                     | Hollerech          | /                     |             |
| 1953/1954 | Dummeldeng            | /                     | Hollerech          | /                     |             |
| 1954/1955 | Hollerech             | /                     | Déifferdeng        | /                     |             |
| 1955/1956 | Déifferdeng           | /                     | Déifferdeng        | /                     |             |
| 1956/1957 | Déifferdeng           | /                     | Déifferdeng        | /                     |             |
| 1957/1958 | Déifferdeng           | /                     | Déifferdeng        | /                     |             |
| 1958/1959 | Déifferdeng           | /                     | Déifferdeng        | /                     |             |
| 1959/1960 | Déifferdeng           | Palette Esch          | Déifferdeng        | /                     |             |
| 1960/1961 | Déifferdeng           | Capip 1937 Luxembourg | Hollerech          | /                     |             |
| 1961/1962 | Déifferdeng           | Capip 1937 Luxembourg | Déifferdeng        | Capip 1937 Luxembourg |             |
| 1962/1963 | Déifferdeng           | Capip 1937 Luxembourg | Déifferdeng        | Capip 1937 Luxembourg |             |
| 1963/1964 | Déifferdeng           | Capip 1937 Luxembourg | Déifferdeng        | Capip 1937 Luxembourg |             |
| 1964/1965 | Déifferdeng           | Capip 1937 Luxembourg | Déifferdeng        | Capip 1937 Luxembourg |             |
| 1965/1966 | Déifferdeng           | Capip 1937 Luxembourg | Dummeldeng         | Capip 1937 Luxembourg |             |
| 1966/1967 | Déifferdeng           | Schëffleng            | Déifferdeng        | Schëffleng            |             |
| 1967/1968 | Déifferdeng           | Schëffleng            | Dummeldeng         | Nouspelt              |             |
| 1968/1969 | Hollerech             | Capip 1937 Luxembourg | Dummeldeng         | Palette Esch          |             |
| 1969/1970 | Dummeldeng            | Nouspelt              | Dummeldeng         | Capip 1937 Luxembourg |             |
| 1970/1971 | Dummeldeng            | Capip 1937 Luxembourg | Schëffleng         | Capip 1937 Luxembourg |             |
| 1971/1972 | Schëffleng            | Capip 1937 Luxembourg | Schëffleng         | Iechternach           |             |
| 1972/1973 | Schëffleng            | Capip 1937 Luxembourg | Schëffleng         | Iechternach           |             |
| 1973/1974 | Dummeldeng            | Iechternach           | Dummeldeng         | Iechternach           |             |
| 1974/1975 | Schëffleng            | Iechternach           | Schëffleng         | Iechternach           |             |
| 1975/1976 | Schëffleng            | Capip 1937 Luxembourg | Schëffleng         | Capip/Dummeldeng      |             |
| 1976/1977 | Schëffleng            | Capip/Dummeldeng      | Capip/Dummeldeng   | Capip/Dummeldeng      |             |
| 1977/1978 | Réimech               | Capip/Dummeldeng      | Réimech            | Capip/Dummeldeng      |             |
| 1978/1979 | Réimech               | Capip/Dummeldeng      | Dikrech            | Capip/Dummeldeng      |             |
| 1979/1980 | Réimech               | Capip/Demmeldeng      | Schëffleng         | Capellen              |             |
| 1980/1981 | Schëffleng            | Capip/Dummeldeng      | Schëffleng         | Capip/Dummeldeng      |             |
| 1981/1982 | Schëffleng            | Capip/Dummeldeng      | Dikrech            | Capip/Dummeldeng      |             |
| 1982/1983 | Iechternach           | Palette Esch          | Iechternach        | Capip/Dummeldeng      |             |
| 1983/1984 | Iechternach           | Capip/Dummeldeng      | Dikrech            | Iechternach           |             |
| 1984/1985 | Réimech               | Nidderkäerjeng        | Réimech            | Capellen              |             |
| 1985/1986 | Réimech               | Capellen              | Réimech            | Peppeng               |             |
| 1986/1987 | Schëffleng            | Houwald               | Schëffleng         | Stroossen             |             |
| 1987/1988 | Réimech               | Peppeng               | Réimech            | Stroossen             |             |
| 1988/1989 | Réimech               | Cado                  | Réimech            | Stroossen             |             |
| 1989/1990 | Schëffleng            | Cado                  | Ettelbréck         | Stroossen             |             |
| 1990/1991 | Schëffleng            | Stroossen             | Sandweiler         | Stroossen             |             |
| 1991/1992 | Sandweiler            | Ettelbréck            | Ettelbréck         | Ettelbréck            |             |
| 1992/1993 | Ettelbréck            | Ettelbréck            | Iechternach        | Ettelbréck            |             |
| 1993/1994 | Iechternach           | Ettelbréck            | Réimech            | Ettelbréck            |             |
| 1994/1995 | Iechternach           | Ettelbréck            | Ettelbréck         | Ettelbréck            |             |
| 1995/1996 | Ettelbréck            | Ettelbréck            | Ettelbréck         | Esch Abol             |             |
| 1996/1997 | Ettelbréck            | Hollerech             | Iechternach        | Réimech               |             |
| 1997/1998 | Peppeng               | Houwald               | Iechternach        | Houwald               |             |
| 1998/1999 | Iechternach           | Houwald               | Iechternach        | Waldbriedemes         |             |
| 1999/2000 | Lëntgen               | Houwald               | Biissen            | Waldbriedemes         |             |
| 2000/2001 | Biissen               | Houwald               | Biissen            | Diddeleng             |             |
| 2001/2002 | Biissen               | Houwald               | Biissen            | Diddeleng             |             |
| 2002/2003 | Biissen               | Esch Abol/Bouneweeg   | Biissen            | Diddeleng             |             |
| 2003/2004 | Biissen               | Houwald               | Ettelbréck         | Diddeleng             |             |
| 2004/2005 | Ettelbréck            | Houwald               | Ettelbréck         | Diddeleng             |             |
| 2005/2006 | Iechternach           | Houwald               | Ettelbréck         | Wëntger               |             |
| 2006/2007 | Ettelbréck            | Houwald               | Ettelbréck         | Nidderkäerjeng        |             |
| 2007/2008 | Ettelbréck            | Nidderkäerjeng        | Ettelbréck         | Nidderkäerjeng        |             |
| 2008/2009 | Ettelbréck            | Nidderkäerjeng        | Ettelbréck         | Nidderkäerjeng        |             |
| 2009/2010 | Ettelbréck            | Nidderkäerjeng        | Diddeleng          | Nidderkäerjeng        |             |
| 2010/2011 | Ettelbréck            | Nidderkäerjeng        | Iechternach        | Nidderkäerjeng        |             |
| 2011/2012 | Iechternach           | Nidderkäerjeng        | Diddeleng          | Diddeleng             |             |
| 2012/2013 | Diddeleng             | Rued                  | Diddeleng          | Nidderkäerjeng        |             |
| 2013/2014 | Diddeleng             | Nidderkäerjeng        | Diddeleng          | Rued                  |             |
| 2014/2015 | Diddeleng             | Nidderkäerjeng        | Diddeleng          | Nidderkäerjeng        |             |
| 2015/2016 | Diddeleng             | Nidderkäerjeng        | Ettelbréck         | Rued                  |             |
| 2016/2017 | Diddeleng             | Rued                  | Diddeleng          | Rued                  |             |
| 2017/2018 | Diddeleng             | Rued                  | Diddeleng          | Rued                  |             |
| 2018/2019 | Diddeleng             | Rued                  | Diddeleng          | Nidderkäerjeng        |             |
| 2019/2020 | Diddeleng             | Nidderkäerjeng        | Houwald            | Nidderkäerjeng        |             |
| 2020/2021 | Diddeleng             | Nidderkäerjeng        | Rued               | Nidderkäerjeng        |             |
| 2021/2022 | Hueschtert-Folscht    | Nidderkäerjeng        | Houwald            | Rued                  |             |
| 2022/2023 | Hueschtert-Folscht    | Rued                  | Hueschtert-Folscht | Rued                  |             |
| 2023/2024 | Hueschtert-Folscht    | Houwald               | Hueschtert-Folscht | Diddeleng             |             |
| 2024/2025 |                       | Diddeleng             |                    |                       |             |